# Gordon Willey
Gordon Randolph Willey (7 mars 1913 - 28 avril 2002) est un archéologue américain qui est décrit par ces collègues comme le "doyen" de l'archéologie du Nouveau Monde. Willey a effectué des travaux de terrain lors de fouilles en Amérique du Sud, en Amérique centrale et dans le sud-est des États-Unis ; et est le pionnier du développement et de la méthodologie des théories sur les modes de peuplement. Il a travaillé comme anthropologue pour la Smithsonian Institution et comme professeur à l'Université Harvard .

## La jeunesse et l'éducation
Gordon Randolph Willey est né à Chariton, Iowa. Sa famille s'installe en Californie quand il a douze ans et il termine ses études secondaires à Long Beach. Willey fréquente l'Université de l'Arizona où il obtient un baccalauréat (1935) et une maîtrise (1936) en anthropologie. Il obtient un doctorat de l'Université Columbia.

## Carrière
Après avoir terminé ses études en Arizona, Willey déménage à Macon, en Géorgie, pour effectuer des travaux sur le terrain pour Arthur R. Kelly. Avec James A. Ford, Willey aide à mettre en œuvre et à affiner la stratigraphie céramique, un concept nouveau pour les sites archéologiques géorgiens,. Willey travaille aussi sur le site historique de Kasita, dans le Piémont de Géorgie, près de Fort Benning. En 1938, Willey a publié un article intitulé «Time Studies: Pottery and Trees in Georgia». Au début de 1939, Willey travaille au Lamar Mounds and Village Site (habité de 1350 à 1600 CE) près de Macon et identifie des relations entre Lamar et Swift Creek (environ 100–800 CE) et la période de la fin de la période Woodland Napier (900-1000 CE) sites.
À l'automne 1939, Willey entre à l'Université Columbia pour passer un doctorat. Après avoir reçu son doctorat, Willey travaille comme anthropologue pour la Smithsonian Institution à Washington, DC.
En 1941, avec le maréchal T. Newman, Willey mène des recherches à Ancon (site archéologique) au Pérou ainsi que dans la région de Las Colinas.
En 1950, il accepte la chaire Bowditch d'archéologie et d'ethnologie mexicaine et d'Amérique centrale à l'Université Harvard.
Willey dirige des expéditions archéologiques au Pérou, au Panama, au Nicaragua, au Belize et au Honduras. Il découvre la céramique Monagrillo, la plus ancienne poterie connue au Panama. Il devient largement cité pour son étude et le développement de théories sur le modèle de peuplement des sociétés indigènes. En particulier, son étude des modèles de peuplement dans la vallée de Viru au Pérou a illustré l'archéologie processuelle parce qu'elle se concentre sur la fonction des petites colonies satellites et de la céramique dispersées dans un paysage plutôt que sur les chronologies de la poterie.

## Honneurs
En 1973, Willey reçoit la médaille d'or pour ses réalisations archéologiques distinguées de l'Institut archéologique américain. Il est élu membre de l'Académie américaine des arts et des sciences en 1952. Il reçoit également le Kidder Award for Eminence in the Field of American Archaeology de l'American Anthropological Association et la médaille Huxley du Royal Anthropological Institute. Il reçoit des doctorats honorifiques de l'Université d'Arizona et de l'Université de Cambridge. En 1987, Willey reçoit le Golden Plate Award de l'American Academy of Achievement.
Il est membre de la Society of Antiquaries of London à partir de 1956, et il est son premier vice-président honorifique. Il reçoit la médaille d'or de la Société en 2000. (Voir nécrologie dans The Times, Londres, 1er mai 2002)

## Vie privée
Willey épouse Katharine W.Whaley en 1939. Ils restent mariés pendant 63 ans et ont deux filles. Willey est décédé d'une insuffisance cardiaque à Cambridge, Massachusetts à l'âge de 89 ans.

## Œuvres choisies
- Archéologie de la côte du golfe de Floride, 1949
- Modèles de peuplement préhistorique dans la vallée de Viru, Pérou, 1953
- Method and Theory in American Archaeology (avec Philip Phillips), 1958
- Courses Toward Urban Life, Chicago, Aldine Publishing Company, 1966 (lire en ligne)
- Une histoire de l'archéologie américaine (avec Jeremy Sabloff), 1980